# Veth & Zoon

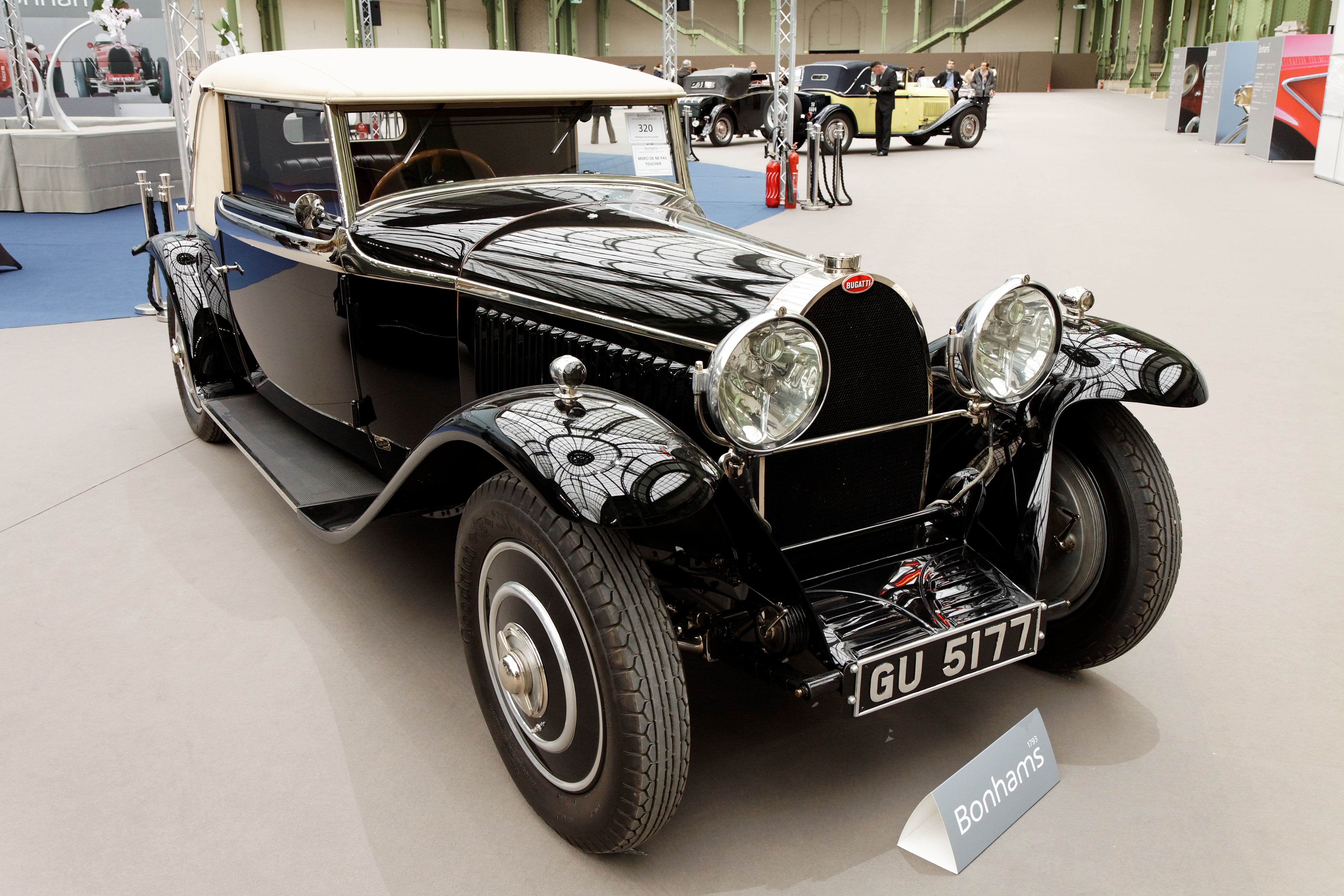
Bugatti Type 46 Faux Cabriolet Veth & Zoon 1930

Veth & Zoon is een Nederlandse carrosseriebouwer uit Arnhem.
Het bedrijf werd in 1837 door Arie Veth opgericht als Rijtuig- en Carrosseriefabriek (de Arnhemsche Rijtuigfabriek). De firma Veth heeft in de 19de eeuw vooral boerenkarren en paardenkoetsen gebouwd. In de 20ste eeuw heeft het bedrijf zich enige tijd met de import van auto's beziggehouden en maakte carrosserieën op basis van onder meer Bugatti-, Bentley-, Rolls-Royce- en Packardchassis.
Na de Tweede Wereldoorlog kwam de massaproductie van personenauto's op gang, zodat carrosseriebouwers zich moesten heroriënteren op hun activiteiten. Veth besloot zich geheel te gaan toeleggen op de carrosseriebouw en inrichtingen van vrachtwagens en bestelauto's. Een activiteit die ook vandaag de dag nog de basis van het bestaan is.
Sinds 1914 is Veth hofleverancier.